# Acanthoneuropsis tephritima
Acanthoneuropsis tephritima är en tvåvingeart som först beskrevs av Günther Enderlein 1912.  Acanthoneuropsis tephritima ingår i släktet Acanthoneuropsis och familjen bredmunsflugor. Inga underarter finns listade i Catalogue of Life.